# Hypostomus boulengeri
Hypostomus boulengeri är en fiskart som först beskrevs av Eigenmann och Kennedy, 1903.  Hypostomus boulengeri ingår i släktet Hypostomus och familjen Loricariidae. Inga underarter finns listade i Catalogue of Life.